# Juan de Grijalva
Juan de Grijalva (Cuéllar, Espanha, 1490 — Olancho, Honduras, 1527) foi um conquistador espanhol, e parente de Diego Velázquez.:27 Foi para Hispaniola em 1508 e para Cuba em 1511. Foi um dos primeiros exploradores da costa mexicana.

## Expedição de 1518

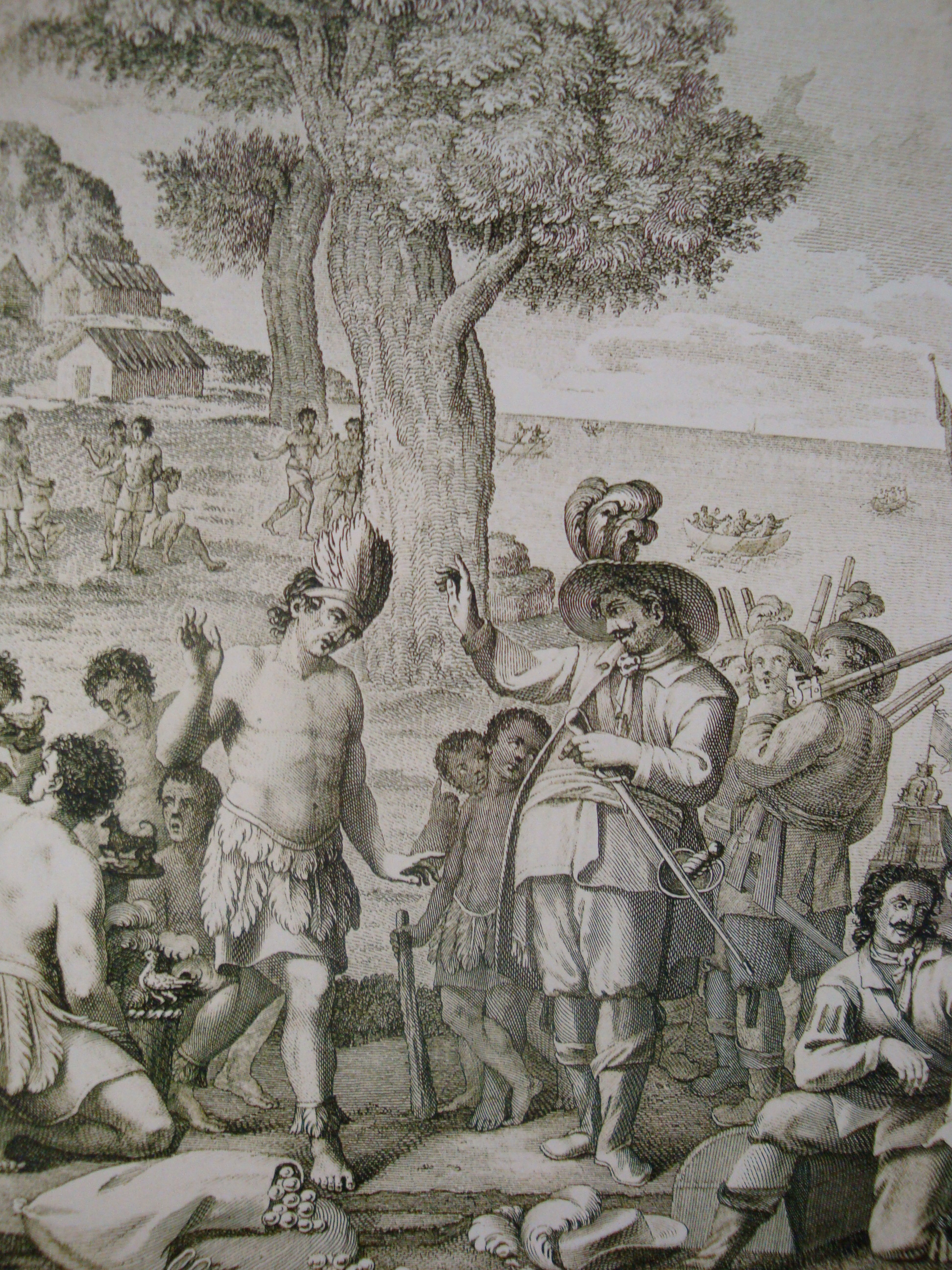
Encontro entre Juan de Grijalva e o cacique maia Tabscoob, ocorreu em Potonchán em 1518.

Em 1518, Grijalva tornou-se um dos primeiros a explorar as costas do México. Segundo Hernán Cortés, 170 pessoas foram com ele, mas segundo Pedro Mártir, foram 300 pessoas. O piloto principal era Antón de Alaminos, os outros pilotos eram Juan Álvarez (também conhecido como el Manquillo), Pedro Camacho de Triana e Grijalva. Outros membros incluíam Francisco de Montejo, Pedro de Alvarado, Juan Díaz, Francisco Peñalosa, Alonso de Ávila, Alonso Hernández, Julianillo, Melchorejo e Antonio Villafaña. Embarcaram do porto de Matanzas, Cuba, com quatro navios em abril de 1518.:50

Juan de Grijalva, expedição em 1518. Descoberta pelos europeus do rio Grijalva.

Depois de contornar o Guaniguanico em Cuba, Grijalva navegou ao longo da costa mexicana, descobriu Cozumel e chegou em 1º de maio à região de Tabasco, no sul do México. O Río Grijalva no México foi nomeado em sua homenagem. Ele também foi o primeiro espanhol a encontrar a delegação de Moctezuma II. Um dos nativos juntou-se a eles, sendo batizado como Francisco, e tornou-se intérprete na expedição de Cortes. Bernal Díaz del Castillo escreveu sobre as viagens de Juan de Grijalva em seu livro Historia de las Indias.:27–43,82
Em 1518 Hernán Cortés ficou na casa de Juan em Trinidad, Cuba, no início de sua expedição mexicana. Ele recrutou homens lá, incluindo os cinco irmãos Alvarado.:49–50
Ele foi morto por nativos em Honduras em 21 de janeiro de 1527.